# Fodinoidea sanguinea
Fodinoidea sanguinea är en fjärilsart som beskrevs av De Toulgoët 1954. Fodinoidea sanguinea ingår i släktet Fodinoidea och familjen björnspinnare. Inga underarter finns listade i Catalogue of Life.